# Isocorypha
Isocorypha is een geslacht van vlinders van de familie echte motten (Tineidae).

## Soorten
- I. chrysocomella Dietz, 1905
- I. limbata Walsingham, 1914
- I. mediostriatella (Clemens, 1865)